# Flaxton (North Yorkshire)
Flaxton is een civil parish in het bestuurlijke gebied Ryedale, in het Engelse graafschap North Yorkshire.